# 이승무 (정치인)
이승무(1944년 9월 29일~2003년 10월 24일)는 대한민국의 정치인이다. 제14대 국회의원을 지냈다.

## 역대 선거 결과
|  | 50.75% |

|  | 34.02% |